# Gregor Meyle

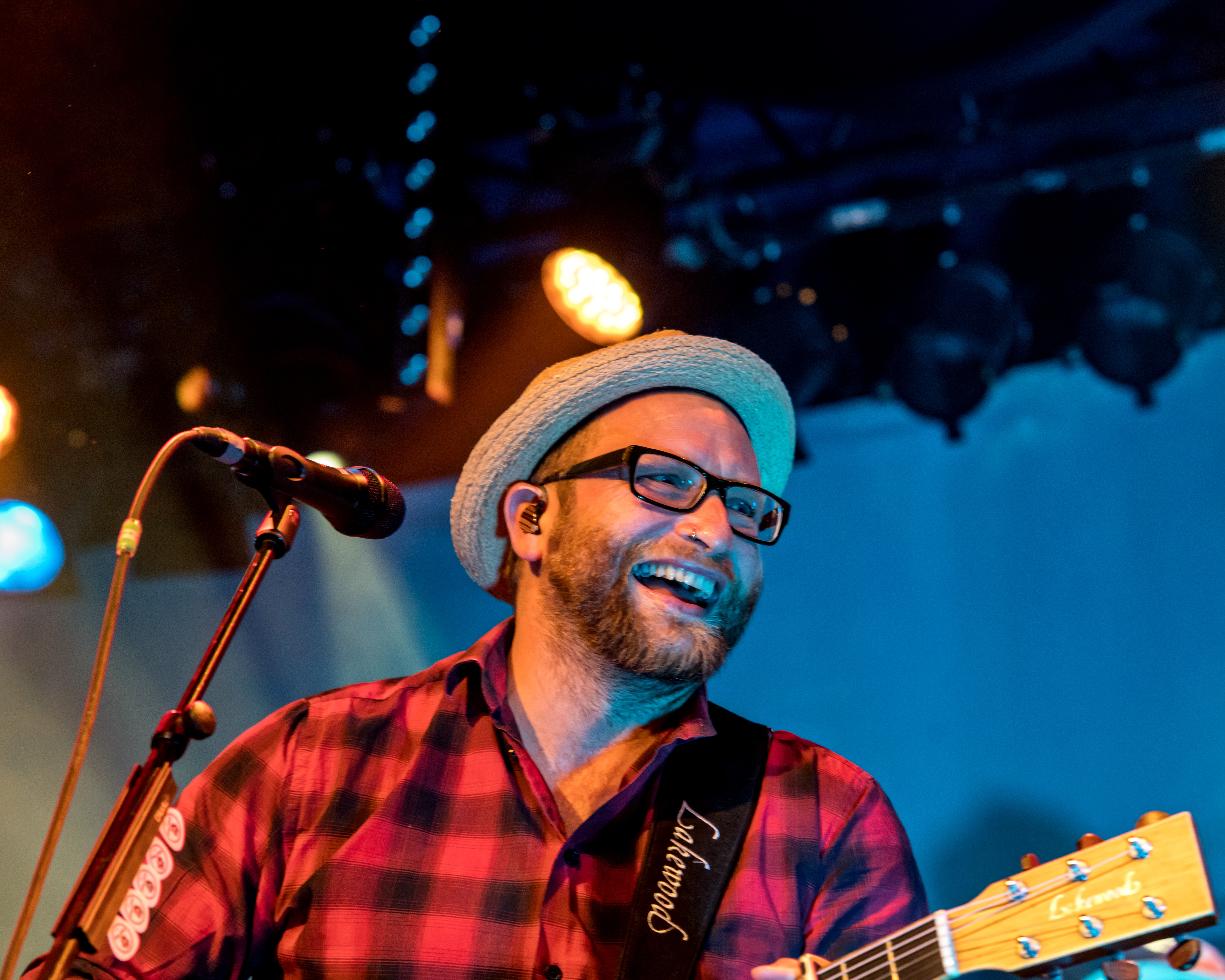
Gregor Meyle auf dem ZMF 2017 in Freiburg

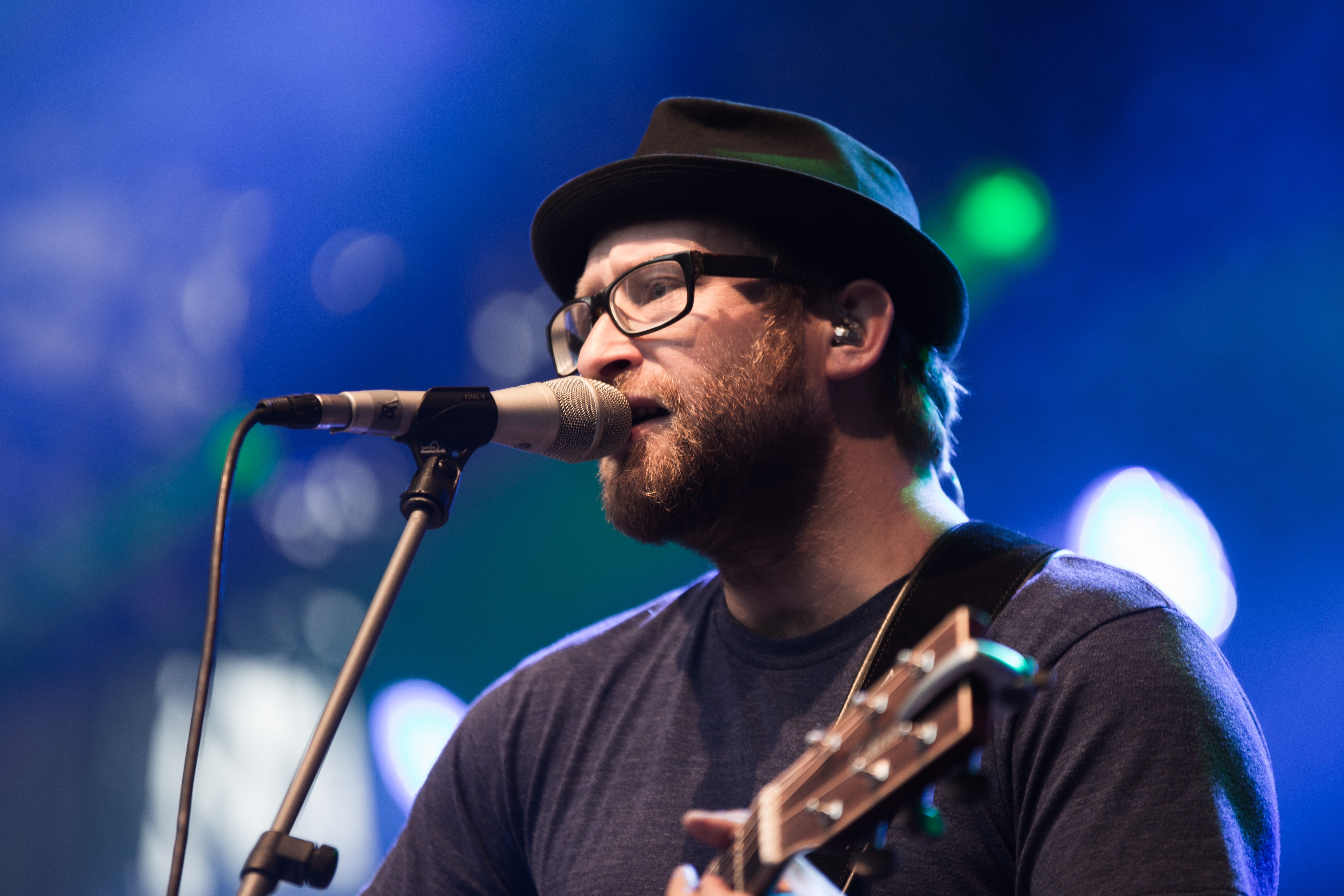
Gregor Meyle als Gastsänger bei Rolf Stahlhofens Benefizprojekt Water is Right auf dem TFF Rudolstadt 2014

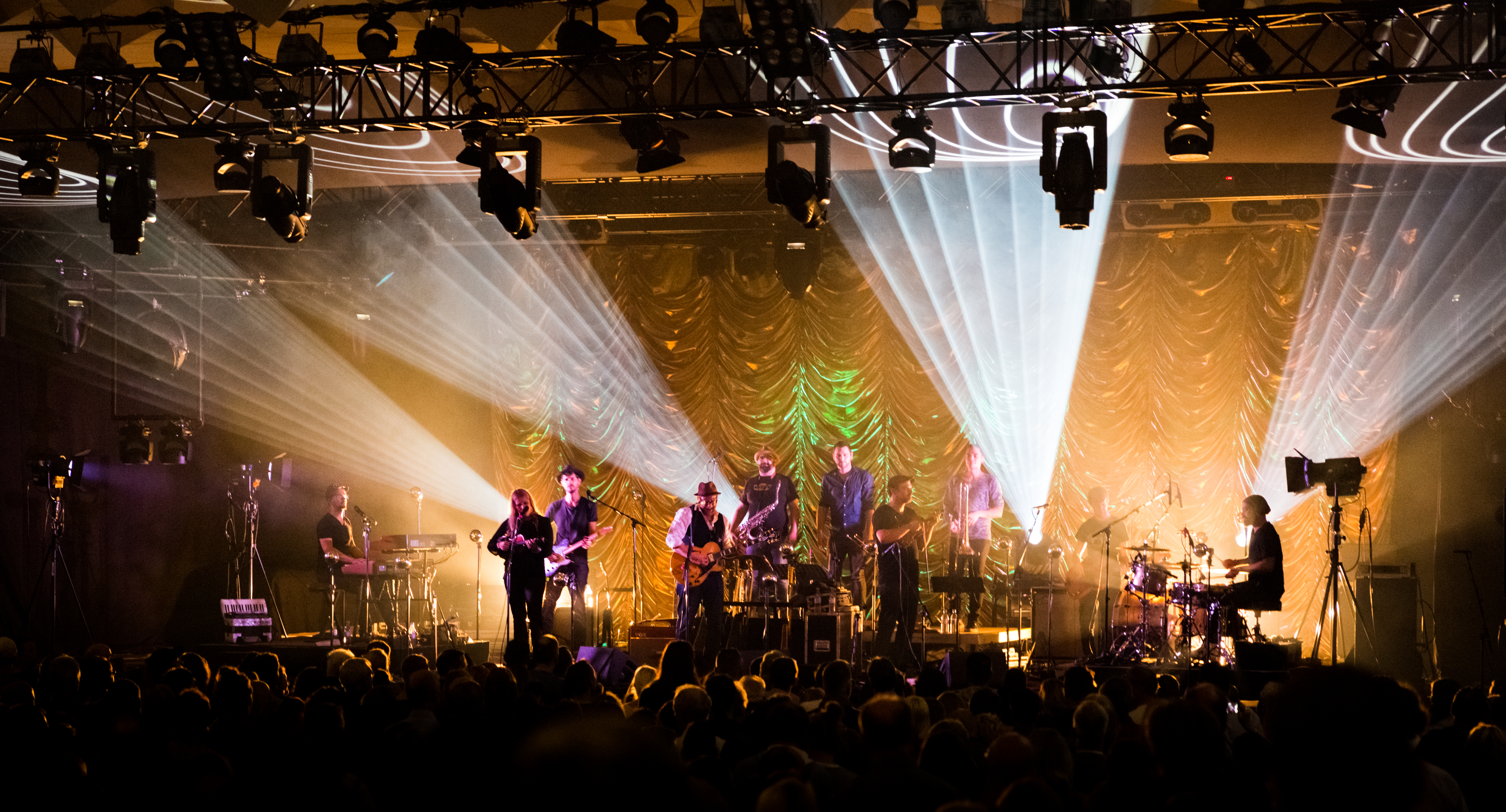
Gregor Meyle live bei den Leverkusener Jazztagen 2016

Gregor Fabian Meyle (* 13. Oktober 1978 in Backnang) ist ein deutscher Musiker. Bei der Ende 2007 von ProSieben ausgestrahlten Gesangs-Castingshow SSDSDSSWEMUGABRTLAD belegte er den zweiten Platz. Im Frühling 2014 nahm er zusammen mit sechs weiteren Musikern an der von VOX ausgestrahlten Sendereihe Sing meinen Song – Das Tauschkonzert teil.

## Leben

### Kindheit und Jugend
Der in Jagsthausen aufgewachsene Meyle bekam im Alter von vier Jahren seine erste Gitarre geschenkt. Ein Jahr später stand er in Caux erstmals auf einer Bühne. Im Mauskostüm sang er vor 400 Leuten das Kinderlied If You’re Happy and You Know It. Mit Erreichen des schulpflichtigen Alters erhielt er Gitarrenunterricht. Als Zwölfjähriger wurde er Mitglied der Band Young Guns, die mit Coverversionen der US-amerikanischen Rockband Guns N’ Roses auftrat. Zur gleichen Zeit schrieb er erste eigene Lieder. Später arbeitete er neben der Schule in einem Gitarrenladen und gab selbst Gitarrenunterricht. Mit 16 Jahren gründete er seine erste eigene Band Crack Fabian, mit der er sein erstes Album Early Days aufnahm. Bei den Burgfestspielen Jagsthausen trat er in Der Diener zweier Herren als Hofmusikant auf und steuerte vier eigens komponierte klassische Gitarrenstücke bei.
Nach dem Abschluss der Realschule absolvierte er unter anderem bei ARRI TV und am Stadttheater Heilbronn zwei Jahre lang Praktika als Tonassistent und leistete anschließend seinen Zivildienst. Seit 2001 arbeitet er als freiberuflicher Tontechniker. Parallel spielte er zusammen mit seinem jüngeren Bruder Felix in der Band Meyle.

### Musikalische Karriere
Im Sommer 2007 bewarb Meyle sich als Sänger für den von Stefan Raab im Rahmen seiner Fernsehshow TV total konzipierten Castingwettbewerb SSDSDSSWEMUGABRTLAD (Stefan sucht den Superstar, der singen soll, was er möchte, und gerne auch bei RTL auftreten darf) und wurde von den Organisatoren als einer der 20 Teilnehmer der Entscheidungsshows ausgewählt. Dort qualifizierte er sich mit einer Interpretation von Your Body Is a Wonderland, im Original von John Mayer, für die Finalshows. In den darauffolgenden Runden trat Meyle als einziger Teilnehmer ausschließlich mit selbstgeschriebenen Balladen auf. Mit seinen Liedern zog er in das Finale der besten Vier ein und unterlag dort am 10. Januar 2008 im Televoting der Schweizerin Stefanie Heinzmann.
Am Tag nach dem Finale erschien Meyles Finalsong Niemand zusammen mit den Songs der anderen drei Finalteilnehmer auf einer EP. Drei Wochen später veröffentlichte er das Lied als eigene Single. Am 28. März 2008 erschien Meyles erstes Album, dessen Titelsong So soll es sein auch im Soundtrack des Kinofilms Der Rote Baron von Nikolai Müllerschön verwendet wurde. Produzent war Claus Fischer, der ehemalige Bassist der Band heavytones. Das Album und beide Singles konnten sich in den Charts der deutschsprachigen Länder platzieren. Danach ging Meyle auf Deutschland-Tournee.
Um von bestehenden Tonträgerunternehmen unabhängig zu sein, gründete Meyle seine eigene Plattenfirma Meylemusic. Dort erschien sein zweites Album Meylenweit sowie das Livealbum Laut und leise. 2012 veröffentlichte er sein drittes Studioalbum Meile für Meyle und sein erstes Buch Songs für Feinschmecker. Während Meylenweit noch in Deutschland in die Charts kam, konnte sich Meile für Meyle gar nicht mehr platzieren.
Im Frühling 2014 nahm Gregor Meyle auf Einladung von Xavier Naidoo zusammen mit Roger Cicero, Sarah Connor, Andreas Gabalier, Sandra Nasić und Sasha an der vom Fernsehsender VOX ausgestrahlten Sendereihe Sing meinen Song – Das Tauschkonzert teil. Der Erfolg der Sendung wirkte sich ganz besonders für ihn aus. Sein im März erschienenes viertes Album New York – Stintino stieg in die Top Ten der Charts ein und auch alle drei vorhergehenden Studioalben kamen teilweise ebenfalls bis in die Top Ten. Drei seiner Lieder sowie eine von ihm in der Show gesungene Coverversion von Sunday Lover von den Guano Apes kamen in die Singlecharts. Die von Sarah Connor vorgetragene Version der Meyle-Komposition Keine ist wie du – textlich angepasst als Keiner ist wie du – erreichte im Juni 2014 Platz 12 der deutschen Single-Charts.
Ebendieser Song wurde wenig später in der vierten Staffel von The Voice of Germany von einem Bewerber in den Blind Auditions gesungen. Meyle, der auf Einladung des Managements dabei anwesend war, kam daraufhin aus dem Publikum auf die Bühne und sang noch einmal zusammen mit dem erfolgreichen Kandidaten. Nach der Ausstrahlung dieses Auftritts im Oktober stieg Keine ist wie du auf Platz 1 der iTunes-Charts und erreichte anschließend Platz 2 der offiziellen Singlecharts in Deutschland.
Im Jahr 2015 nahm Meyle als Musikpate an der Sendung Dein Song teil, einem Songwriting-Wettbewerb für Kinder des Fernsehsenders KiKA. Im Mai 2015 begann die Sendereihe Meylensteine des Fernsehsenders VOX, in der Meyle jeweils deutschsprachige Sänger besucht und mit ihnen zusammen einige ihrer Lieder singt. Im April 2017 begann die zweite Staffel von Meylensteine. Wegen niedriger Einschaltquoten wurde sie nach der ersten Folge auf einen anderen Sendeplatz verschoben. Sie lief seit Ende Mai 2017 am späten Abend des Ausstrahlungstags der vierten Staffel von Sing meinen Song – Das Tauschkonzert. Im Anschluss an die fünfte Sing meinen Song-Staffel 2018 werden Wiederholungen gesendet.
In der zweiten Staffel der ProSieben-Sendung The Masked Singer belegte er 2020 den dritten Platz. Während der Show trug er das Kostüm des Drachen. Die Show musste zwischenzeitlich jedoch für zwei Wochen unterbrochen werden, da der Sänger an Covid-19 erkrankt war.
Im März 2022 moderierte Meyle zusammen mit Jeanette Biedermann die sechs Folgen umfassende Musiksendung Playlist of my life im MDR. In der Sendung wurde zusammen mit musikalischen Gästen die Beziehung zur Musik analysiert.
Seit 2022 ist er gemeinsam mit Jeanette Biedermann Moderator der jährlich zum Jahresende ausgestrahlten ARD-Musikshow Your Songs.

### Soziales Engagement
Gregor Meyle ist Botschafter des Deutschen Kinderhospizvereins e. V. Der Verein begleitet und unterstützt bundesweit Kinder, Jugendliche und junge Erwachsene mit lebensverkürzender Erkrankung, ihre Eltern und Geschwister auf dem Lebensweg.

## Diskografie
Studioalben

| Jahr | Titel Musiklabel                           | Höchstplatzierung, Gesamtwochen, AuszeichnungChartplatzierungen (Jahr, Titel, Musiklabel, Platzierungen, Wochen, Auszeichnungen, Anmerkungen) | Höchstplatzierung, Gesamtwochen, AuszeichnungChartplatzierungen (Jahr, Titel, Musiklabel, Platzierungen, Wochen, Auszeichnungen, Anmerkungen) | Höchstplatzierung, Gesamtwochen, AuszeichnungChartplatzierungen (Jahr, Titel, Musiklabel, Platzierungen, Wochen, Auszeichnungen, Anmerkungen) | Anmerkungen                                              |
| Jahr | Titel Musiklabel                           | DE | AT | CH | Anmerkungen                                              |
| ---- | ------------------------------------------ | --- | --- | --- | -------------------------------------------------------- |
| 2008 | So soll es sein Polydor                    | DE8 (8 Wo.)DE | AT26 (5 Wo.)AT | CH31 (4 Wo.)CH | Erstveröffentlichung: 28. März 2008                      |
| 2010 | Meylenweit WortArt                         | DE46 (5 Wo.)DE | AT41 (2 Wo.)AT | — | Erstveröffentlichung: 16. April 2010                     |
| 2012 | Meile für Meyle Meylemusic                 | DE9 Gold · (36 Wo.)DE | AT5 (20 Wo.)AT | CH11 (10 Wo.)CH | Erstveröffentlichung: 27. April 2012 Verkäufe: + 100.000 |
| 2014 | New York – Stintino Meylemusic             | DE5 Gold · (25 Wo.)DE | AT4 (12 Wo.)AT | CH6 (8 Wo.)CH | Erstveröffentlichung: 23. Mai 2014 Verkäufe: + 100.000   |
| 2016 | Die Leichtigkeit des Seins Meylemusic      | DE13 (9 Wo.)DE | AT11 (3 Wo.)AT | CH39 (2 Wo.)CH | Erstveröffentlichung: 11. November 2016                  |
| 2018 | Hätt’ auch anders kommen können Meylemusic | DE11 (6 Wo.)DE | AT20 (3 Wo.)AT | CH35 (1 Wo.)CH | Erstveröffentlichung: 12. Oktober 2018                   |
| 2024 | Individualität Meylemusic                  | DE10 (1 Wo.)DE | AT66 (1 Wo.)AT | — | Erstveröffentlichung: 1. März 2024                       |

## Auszeichnungen
- Deutscher Fernsehpreis
  - 2014: Kategorie Beste Unterhaltung Show (Sing meinen Song – Das Tauschkonzert)

- ECHO Pop
  - 2015: Kategorie Partner des Jahres (Sing meinen Song – Das Tauschkonzert)

- Sonstige
  - 2017: Hutträger des Jahres[8]